# Gia Kanczeli
Gia Kanczeli, gruz. გია ყანჩელი (ur. 10 sierpnia 1935 w Tbilisi, zm. 2 października 2019 tamże) – gruziński kompozytor, mieszkający w Belgii.

## Życiorys
Kanczeli urodził się w rodzinie chirurga. Początkowo studiował geologię, potem rozpoczął studia na Konserwatorium w Tbilisi, Studiował kompozycję pod kierownictwem Ilii Tuskii. Po ukończeniu studiów komponował muzykę dla filmów i teatrów.
Od 1996 współpracował z naczelnym reżyserem Państwowego Akademickiego Teatru im. Rustawelego w Tbilisi, Robertem Sturuą. Jego muzyka do sztuki Szekspira wzbudziła znaczne zainteresowanie. W 1971 został kierownikiem muzycznym tego teatru. W latach 1971–1978 wykładał kompozycję w Konserwatorium w Tbilisi. W latach 1984–1989 był prezesem Związku Kompozytorów Gruzji.
W 1991 opuścił Gruzję i zamieszkał w krajach zachodniej Europy, 1991–1992 korzystał z zaproszenia Niemieckiej Służby Wymiany Studentów w Berlinie, od 1995 zamieszkał w Antwerpii, komponując dla Państwowej Filharmonii Flamandzkiej i pozostał w Belgii na stałe.
Kanczeli komponował już w okresie studiów muzykę pop i piosenki. W latach 1967–1986 skomponował siedem symfonii. Był uważany za kompozytora awangardy. W 1984 odbyło się w Tbilisi prawykonanie jego opery „Muzyka dla żywych”. Komponował muzykę do wielu filmów i sztuk teatralnych, m.in. do „Niezwykłego przedstawienia” reż. Eldara Szengełai i „Pocałunku niedźwiedzia” Siergieja Bodrowa, oraz do wielu filmów Gieorgiego Danieliji.

## Twórczość
(angielskie nazwy utworów)

### Wczesna twórczość
- Concerto for orchestra (1961)
- Symphony No. 1 (1967)

### Utwory orkiestrowe
- Symphony No. 2: Songs (1970)
- Symphony No. 3 (1973)
- Symphony No. 4 „To the Memory of Michelangelo” (1974)
- Symphony No. 5 „To the Memory of My Parents” (1977)
- Symphony No. 6 (1978–1980)
- Symphony No. 7 „Epilogue” (1986)
- Mourned by the Wind (Vom Winde Beweint) (1989)
- Rokwa (1999)
- Styx (1999)

### Muzyka kameralna
- Morning Prayers (1990)
- Midday Prayers (1990)
- Night Prayers (1992)
- Caris Mere (1994)
- Valse Boston (1996)
- Instead of a Tango (1996)
- In L’Istesso Tempo (1997)
- Sio (1998)

### Utwory chóralne/operowe
- Music for the living (1982–1984)
- Bright Sorrow (1984)
- Evening Prayers (1991)
- Psalm 23 (1993)
- Lament (1994)
- Diplipito (1997)
- And Farewell Goes Out Sighing… (1999)
- Styx (1999)